# Sharpsburg (Carolina del Nord)
Sharpsburg és una població dels Estats Units a l'estat de Carolina del Nord. Segons el cens del 2008 tenia 2.405 habitants.

## Demografia
Segons el cens del 2000, Sharpsburg tenia 2.421 habitants, 884 habitatges i 649 famílies. La densitat de població era de 1.027,2 habitants per km².
Dels 884 habitatges en un 43,2% hi vivien nens de menys de 18 anys, en un 41,2% hi vivien parelles casades, en un 27% dones solteres, i en un 26,5% no eren unitats familiars. En el 22,2% dels habitatges hi vivien persones soles el 5,2% de les quals corresponia a persones de 65 anys o més que vivien soles. El nombre mitjà de persones vivint en cada habitatge era de 2,74 i el nombre mitjà de persones que vivien en cada família era de 3,19.
Per edats la població es repartia de la següent manera: un 34,6% tenia menys de 18 anys, un 10,1% entre 18 i 24, un 32,1% entre 25 i 44, un 17,3% de 45 a 60 i un 6% 65 anys o més.
L'edat mediana era de 28 anys. Per cada 100 dones de 18 o més anys hi havia 77,3 homes.
La renda mediana per habitatge era de 27.908 $ i la renda mediana per família de 30.192 $. Els homes tenien una renda mediana de 26.818 $ mentre que les dones 21.422 $. La renda per capita de la població era de 12.603 $. Entorn del 19,5% de les famílies i el 22,5% de la població estaven per davall del llindar de pobresa.

## Poblacions més properes
El següent diagrama mostra les poblacions més properes.